# 高砂市立中筋小学校
高砂市立中筋小学校（たかさごしりつ なかすじしょうがっこう）は、兵庫県高砂市中筋一丁目にある公立小学校。

## 沿革
- 1970年（昭和45年）4月 - 中筋小学校開校。
- 1971年（昭和46年）2月 - 9教室完成。
- 1972年（昭和47年）5月 - 本館、渡り廊下、児童玄関、体育倉庫完成。
- 1975年（昭和50年）3月 - 運動場北グリーンベルト完成、花壇拡張。
- 1977年（昭和52年）8月 - 6教室 調理室 配膳室完成。
- 1981年（昭和56年）2月 - アスレチック完成。
- 1982年（昭和57年）2月 - 西3教室、浄化槽完成。
- 2000年（平成12年）7月 - 南校舎1階廊下・職員室改修工事。
- 2001年（平成13年）7月 - 北校舎耐震・大改修工事。

## 校区
- 高砂市中筋全区・時光寺・春日野・金ヶ田

## 進路
大半は高砂市立竜山中学校に進む。

## アクセス
- JR曽根駅から南西へ約700m（徒歩約9分）